# Pelobates fuscus
El sapo de espuelas pardo (Pelobates fuscus) es una especie de anfibio anuro de la familia Pelobatidae. Habita en el paleártico: Europa central y Asia occidental.
Hasta 2007 se reconocían dos subespecies: Pelobates fuscus fuscus (en Europa central) y Pelobates fuscus insubricus (en el norte de Italia), aunque no hay ninguna característica física o de comportamiento que las distinga. Posteriormente se ha descubierto que no hay segregación del haplotipo de ambas poblaciones.